# 亚历克斯·格罗扎
亚历克斯·约翰·格罗扎（英語：Alex John Groza，1926年10月7日—1995年1月21日），美国NBA联盟前职业篮球运动员。他在1949年的NBA选秀中第1轮第2顺位被印第安纳波利斯奥林匹亚选中。1951年，由于涉嫌在比赛中放水打假球，他被处以终身禁赛的处罚。